# Juilliard School
A Juilliard School (popularmente identificada somente como Juilliard) é uma escola de Ensino superior de Música, Dança e Dramaturgia localizada em Nova Iorque, nos Estados Unidos. É uma prestigiada escola e conhecida por alguns dos seus famosos alunos graduados em Música, entre os quais Leontyne Price, Itzhak Perlman, Renée Fleming, Toninho Horta, Ray Conniff, Nina Simone, Yo-Yo Ma e também em Drama - Representação, tais como Jessica Chastain, Adam Driver, Christine Baranski, Finn Wittrock, Robin Williams, Christopher Reeve, Marcia Cross, Corey Hawkins, Viola Davis, John Williams, entre muitos outros. 
Atualmente sediada no Lincoln Center, a Juilliard gradua alunos nas áreas de dança, música e dramaturgia. A instituição foi considerada pela QS Universty Rankings como a melhor do mundo na área de artes performáticas em 2016. 

## História
A escola foi fundada em 1905 com o nome de Institute of Musical Art, localizando-se na Fifth Avenue com a 12th Street. No seu primeiro ano, possuía cerca de quinhentos estudantes matriculados. Mudou-se para a Claremont Avenue no ano de 1910, e em 1920 foi criada a Juilliard Foundation, recebendo tal nome em homenagem ao comerciante de produtos têxteis Augustus Juilliard, conhecido como um grande incentivador das atividades musicais nos Estados Unidos.

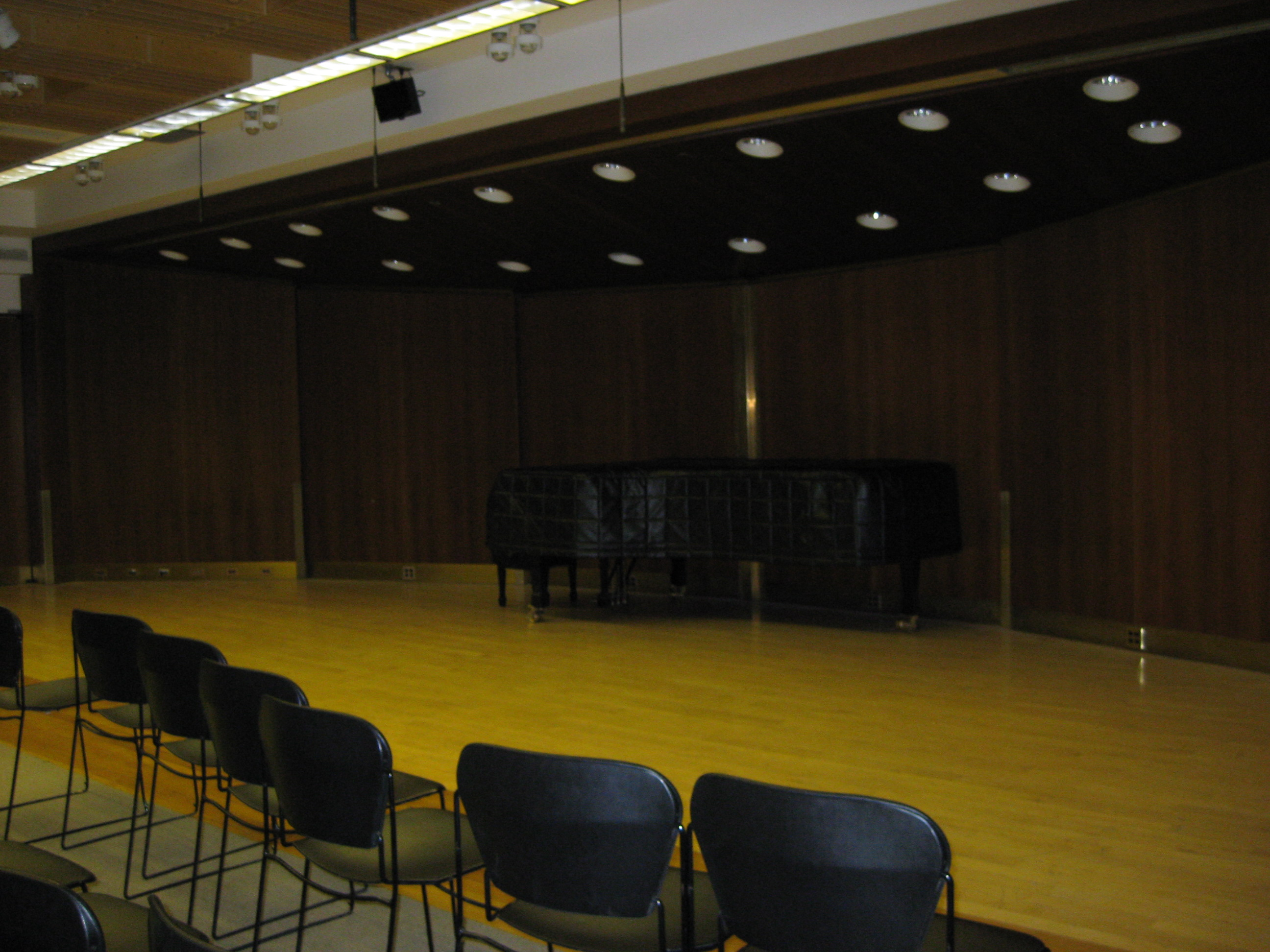
Espaço interno da escola

Criada em 1924, a Juilliard Graduate School - pertencente à Juilliard Foundation - fundiu-se com o Institute of Musical Art em 1926. Desde 1946, essa nova instituição passou a ser conhecida como Juilliard School of Music. Nesse período, o presidente da escola era William Schuman, o primeiro vencedor do Prêmio Pulitzer de Música.
A escola se expandiu gradualmente, sendo a divisão de dança a primeira incorporada. Desde 1968, quando se mudou para o Lincoln Center, a Juilliard School preserva seu atual nome. Em 2001, a escola estabeleceu um programa de treinamento para performances de jazz.
No mês de setembro de 2005, o maestro britânico Sir Colin Davis regeu uma orquestra composta por estudantes da Juilliard e da Royal Academy of Music de Londres numa apresentação na The Proms, da BBC.